# Francisco Garrido Patrón
Francisco Garrido Patrón (23 de noviembre de 1953, Ciudad de México) es un político, pintor y empresario mexicano que se desempeñó como gobernador de Querétaro desde el 1 de octubre de 2003 al 30 de septiembre de 2009. Es afiliado al Partido Acción Nacional, fue Alcalde del municipio de Querétaro de 1997 al 2000.

## Biografía
Francisco Garrido nació en la Ciudad de México y en 1990 comenzó a radicar en Santiago de Querétaro. Es Abogado egresado de la Escuela Libre de Derecho con tesis en filosofía del derecho, y tiene una maestría en Dirección de Empresas por el IPADE. Fue Docente de Filosofía Social y Economía en la Universidad Panamericana.
Está casado con Marcela Torres Peimbert, con quien tuvo tres hijos: Francisco, Bernardo y José; sin embargo, durante su administración como Gobernador del Estado de Querétaro, se empezó a especular sobre las diferencias entré él y su esposa,,  actualmente se encuentran separados pero aún sin trámite de divorcio.

### Trayectoria política
Desde el año 1994 Ingresa al PAN y de 1997 al 2000 se desempeñó como alcalde de Santiago de Querétaro. Después del 2000 al 2003, pasó a ser presidente del Comité Estatal del PAN en Querétaro así como  consejero Nacional. Más tarde, del 2003 al 2009 fue gobernador del Estado de Querétaro de Arteaga.
Durante su gobierno la posición competitiva de Querétaro alcanzó el tercer lugar y el PIB per cápita llegó a ser 15% mayor que el promedio nacional.«“Análisis de competitividad”». Archivado desde el original el 31 de agosto de 2017. Consultado el 30 de agosto de 2017.
La inversión por PEA (Persona económicamente activa) creció 26.6% del 2006 al 2008, una tasa más alta a la presentada en promedio por los otros 32 estados de la República.«“Análisis de competitividad”». Archivado desde el original el 31 de agosto de 2017. Consultado el 30 de agosto de 2017.

## Durante su gobierno estatal
La administración de Francisco Garrido en la gubernatura del estado de Querétaro fue conocida como transparente financieramente, se le atribuyen acciones como 2 obras emblemáticas el Acueducto II y la Ciudad de las artes y centro de congresos Julio Figueroa.
Asimismo, se le reconoce de haber invertido l mil millones de pesos en el Programa de Acción Comunitaria (PAC) en  la segunda mitad de su sexenio.
Además, las obras que realizó durante su gobierno fueron el ancla que impulsó el desarrollo económico y laboral (como el parque aeronáutico y el circuito universidades), del cual goza actualmente Querétaro, al terminar su sexenio, indemnizó a sus funcionarios y directores de área.

## Supuesta represión y escándalos durante su gobierno
La administración de Francisco Garrido en la gubernatura del estado de Querétaro fue divulgada por medios locales de comunicación como represora por haber encarcelado a dirigentes de movimientos como “Antorcha Campesina” por exigir extorsiones millonarias a funcionarios del gobierno estatal a cambio de no movilizar a sus agremiados en las principales carreteras y plazas de la capital. Agresión al periodista y escritor Julio Figueroa, quien protestaba porque el gobierno no atendió judicialmente el asesinato de Marco Antonio Hernández Galván, sucedido el 27 de noviembre de 2004.
Asimismo, se acusa de haber manejado mil millones de pesos en el Programa de Acción Comunitaria (PAC) en  años previos a las elecciones. Francisco Garrido Patrón, también, adquirió varios bienes inmuebles en Querétaro.
Además, al terminar su sexenio, se consideró un escándalo el hecho de que indemnizó con más de 900 mil pesos a sus funcionarios, mientras los directores de área obtuvieron un promedio de 400 mil pesos.